# Herminier
Die Herminier (lateinisch Gens Herminia) waren eine römische Gens mit dem Nomen Herminius. Sie sind etruskischen Ursprungs, worauf die Einführung eines fiktiven Etruskers namens Herminius in Vergils Aeneis sowie der etruskische Vorname Lar eines Vertreters dieser Familie hindeuten.
Zwei historische Vertreter der Hermier sind uns bekannt:
- Lar Herminius, Konsul 448 v. Chr.
- Titus Herminius, Konsul 506 und 493 v. Chr.